# Amy Sue Barston
Amy Sue Barston (* in Evanston/Illinois) ist eine US-amerikanische Cellistin.
Barston hatte den ersten Cellounterricht dreijährig bei Nell Novak am Music Institute of Chicago und studierte später an der University of Southern California bei Eleonore Schoenfeld und an der Juilliard School bei Joel Krosnick. Zudem nahm sie an Meisterklassen von Yo Yo Ma, Bernard Greenhouse, David Geringas, Ralph Kirshbaum und Miriam Fried teil und besuchte Sommerkurse von Irene Sharp, Richard Aaron, Phillipe Mueller, Gary Hoffman und Tim Eddy. Ihre Ausbildung im Fach Kammermusik erhielt sie von Robert Mann, Peter Oundjian, Roland Vamos, Leon Fleisher und Pinchas Zukerman.
Als Solistin hatte sie u. a. Auftritte mit dem Chicago Symphony Orchestra, dem Chicago Chamber Orchestra, dem Prometheus Chamber Orchestra, der Rockford Symphony, der USC Symphony, der Westchester Symphony und dem University of Michigan Symphony Orchestra. Auf dem Gebiet der Kammermusik arbeitete sie u. a. mit Leon Fleisher, Jon Kimura Parker, Arnold Steinhardt, Bernard Greenhouse, Ani Kavafian und Mark O’Connor zusammen. Sie hatte Auftritte u. a. in der Carnegie Hall, der Alice Tully Hall, in der Haan Hall in Jerusalem, am Banff Centre in Kanada, beim International Musicians’ Seminar in England, am Power House in Australien und im Chicago’s Symphony Center. Beim Ravinia Festival spielte sie die Uraufführung von Ned Rorems Aftermath.
Ab 2005 unterrichtete Barston am National Cello Institute und am Japan-Seattle Advanced Institute for Cello, seit 2014 ist sie Lehrerin am Pre-College der Juilliard School. Außerdem ist sie künstlerische Leiterin des Canandaigua Lake Music Festival in New York und Mitglied des Trio Vela (mit der Geigerin Lisa Lee und der Pianistin Olga Vinokur) und des Corigliano Quartet (mit Elisa Barston und Michael Jinsoo Lim, Geige und Melia Watras, Bratsche). Sie gewann u. a. den Großen Preis bei der Society of American Musicians’ Competition und den Publikums- und Ersten Preis bei der Fischoff International Chamber Music Competition.

## Weblink
- Website von Amy Sue Barston